# وليام غولدمان
وليام غولدمان (بالإنجليزية: William Goldman)‏ (و. 1931 – م) هو كاتب، وروائي، وكاتب مسرحي، وكاتب سيناريو، وكاتب للأطفال، من الولايات المتحدة الأمريكية، ولد في هايلاند بارك.

## التعليم
تعلم في جامعة كولومبيا، وكلية أوبرلين.

## أعمال بارزة
من أهم أعماله:
- Dread Pirate Roberts.

## جوائز وترشيحات
حصل على جوائز منها:
- جائزة نقابة الكتاب الأمريكية
- جائزة الأوسكار لأفضل كتابة "سيناريو مقتبس"، عن عمل: كل رجال الرئيس
- جائزة الأوسكار لأفضل كتابة "سيناريو أصلي"، عن عمل: بوتش كاسيدي وساندانس كيد
- جائزة إدغار.

ترشح لـ:
- جائزة الأوسكار لأفضل كتابة "سيناريو أصلي"، عن عمل: بوتش كاسيدي وساندانس كيد
- جائزة الأوسكار لأفضل كتابة "سيناريو مقتبس"، عن عمل: كل رجال الرئيس.

## وصلات خارجية
- وليام غولدمان على موقع IMDb (الإنجليزية)
- وليام غولدمان على موقع الموسوعة البريطانية (الإنجليزية)
- وليام غولدمان على موقع ألو سيني (الفرنسية)
- وليام غولدمان على موقع ميوزك برينز (الإنجليزية)
- وليام غولدمان على موقع أول موفي (الإنجليزية)
- وليام غولدمان على موقع قاعدة بيانات برودواي على الإنترنت (الإنجليزية)
- وليام غولدمان على موقع قاعدة بيانات الأفلام السويدية (السويدية)
- وليام غولدمان على موقع إن إن دي بي (الإنجليزية)
- وليام غولدمان على موقع قاعدة بيانات الفيلم (الإنجليزية)
- وليام غولدمان على موقع كينوبويسك (الروسية)